# Свет вампира
Свет вампира (енгл. Daybreakers) је аустралијско-амерички научнофантастични акциони хорор филм из 2009. године, режију и сценарио потписују браћа Мајкл и Питер Спириг, док су у главним улогама Итан Хок, Вилем Дефо, Клаудија Карван, Сем Нил и Мајкл Дорман.
Филм је премијерно приказан 11. септембра 2009. на 34. Филмском фестивалу у Торонту, док је за британско и ирско тржиште реализован 6. јануара 2010, у Северној Америци 8. јануара и 4. фебруара исте године у Аустралији. Филм представља резултат међународне копродукцијске сарадње између САД-а и
Аустралије.
Добио је претежно помешане критике и генерално је боље прихваћен код критичара него код публике, критичари са сајта Ротен Томејтоуз су га оценили са 69%, док је од публике добио проценат од 49%. Метакритик је на основу 31 рецензије доделио филму просечну оцену 57 од 100 што указује на претежно помешане оцене. Укупна зарада од филма се процењује на више од 50 милиона $ што га у поређењу са цифром од 20 милиона $, колико је износио продукцијски буџет, не ставља у категорију финансијски неисплативих пројеката.

## Радња
Година је 2009. Непозната болест похарала је свет и вампири чине већину популације на земљи, док је људи остало тек око 5%. Вампири су свесни да се залихе њихове хране, људске крви, опасно смањују. Како немају довољно крви, неки вампири се претварају у дивља бића која су спремна на све не би ли преживели. Вампир и хематолог Едвард Далтон је уверен да би проналазак вештачке крви на којем упорно ради било добро решење за проблем недостатка људске крви, док је са друге стране шеф корпорације у којој је Едвард запослен као главни хематолог, убеђен да то није трајно решење проблема и мисли да би требало побити све преостале људе на земљи како би се обезбедиле довољне количине крви. Едвард се противи истребљивању људске расе јер верује да још увек постоји нада да се сачува човечанство, а и сам ће се упознати са својом људском страном након што упозна неколико људи који имају иста уверења као и он.

## Улоге
| Глумац          | Улога               |
| --------------- | ------------------- |
| Итан Хок        | Едвард Далтон       |
| Вилем Дефо      | Лионел Елвис Кормак |
| Клаудија Карван | Одри Бенет          |
| Сем Нил         | Чарлс Бромли        |
| Мајкл Дорман    | Френки Далтон       |
| Изабел Лукас    | Алисон Бромли       |
| Винс Колозимо   | Кристофер Карусо    |